# Monumento al Minero (Guardo)
El Monumento al Minero es un conjunto arquitectónico situado en la localidad de Guardo, en Palencia (España). Se trata de una figura de bronce de 4 m de alto erigida sobre un pedestal de hormigón en el que se representan escenas mineras. El conjunto, que está completado por un estanque, fue inaugurado en julio de 1975, y la escultura es obra del escultor Jacinto Higueras Cátedra. Constituye un homenaje a la figura del minero y es considerado el monumento más emblemático de la villa.

## Historia
A principios de los años 1970, el ayuntamiento de Guardo, la villa más importante de la cuenca minera palentina, aprobó la construcción de un monumento a la figura del minero, uno de los empleos más habituales de la comarca, que gracias a la minería del carbón desarrolló una notable prosperidad a lo largo de todo el XX. La obra le fue encomendada al arquitecto Antonio Espinosa. Espinosa encargó la realización de la figura de un minero que presidiría el conjunto al escultor jiennense Jacinto Higueras Cátedra, un polifacético creador proveniente de una familia de gran tradición artística. Higueras Cátedra diseñó en 1974 el boceto en resina de la figura de un minero, que se llevó a cabo en bronce con 4 m de alto, en la fundición de Ángel Lorca.
En 1975 se construyó el estanque de hormigón, y se montaron los relieves en piedra con escenas mineras que Higueras Cátedra había diseñado para la base de la figura. La colocación de la enorme figura del minero, en junio de 1975, fue el último paso de la obra.
El conjunto fue inaugurado el 14 de julio de 1975, en un acto presidido por el ministro de Trabajo, Fernando Suárez González y el alcalde de Guardo Luis de Felipe. La inauguración contó con numeroso público llegado de las localidades próximas de la Montaña Palentina.
El Monumento al Minero es uno de los lugares más emblemáticos de la villa, y un lugar de celebraciones de eventos deportivos. Además, a pesar de la desaparición de la actividad minera en la zona, es el lugar donde se celebra cada 4 de diciembre la festividad de Santa Bárbara, patrona de los mineros, que consiste en una misa en honor a la patrona seguida de una procesión que finaliza en el monumento, donde se realiza una ofrenda floral y los asistentes entonan la canción del himno minero «Santa Bárbara bendita».